# Voodoo Child (Slight Return)
«Voodoo Child (Slight Return)» — песня группы Jimi Hendrix Experience (во главе с Джими Хендриксом), написанная на нестандартном строе E-flat tuning.
Вышла в альбоме 1968 года Electric Ladyland. В 1970 году была выпущена отдельным синглом.
Песня «Voodoo Child (Slight Return)» в исполнении группы Jimi Hendrix Experience находилась на 153-м (позднее — на 102-м) месте списка «500 величайших песен всех времён» по версии журнала Rolling Stone.
А в 2014 году британский музыкальный журнал New Musical Express поместил «Voodoo Child (Slight Return)» в исполнении Jimi Hendrix Experience на 246-е место уже своего списка «500 величайших песен всех времён».
Кроме того, песня «Voodoo Child (Slight Return)» в исполнении группы Jimi Hendrix Experience входит в составленный Залом славы рок-н-ролла список 500 Songs That Shaped Rock and Roll.